# 광대가
《광대가》는 1983년 3월 23일부터 1983년 3월 25일까지 MBC에서 방영된 신춘 특집 드라마로, 한국인 재발견 시리즈 중 두 번째 드라마다.

## 줄거리
우리의 민중예술 유산인 '판소리'를 재정리하고 그 체계를 집대성한 동리 신채호의 판란만장한 일생을 극화하였다.

## 등장 인물
- 김무생 : 신재효 역
- 김영란 : 진채선 역
- 한인수
- 김종엽
- 최불암
- 정혜선
- 고두심
- 김영옥
- 변희봉
- 공옥진 (찬조 출연)